# Taça Guanabara de 1983
A Taça Guanabara de 1983 foi a 19ª edição da Taça Guanabara e o primeiro turno do Campeonato Carioca de Futebol de 1983. O vencedor foi o Fluminense.

## Fórmula de disputa
Os 12 participantes jogaram contra os demais participantes apenas em jogos de ida no sistema de pontos corridos. O clube com mais pontos tornou-se o campeão.

## Grupo único

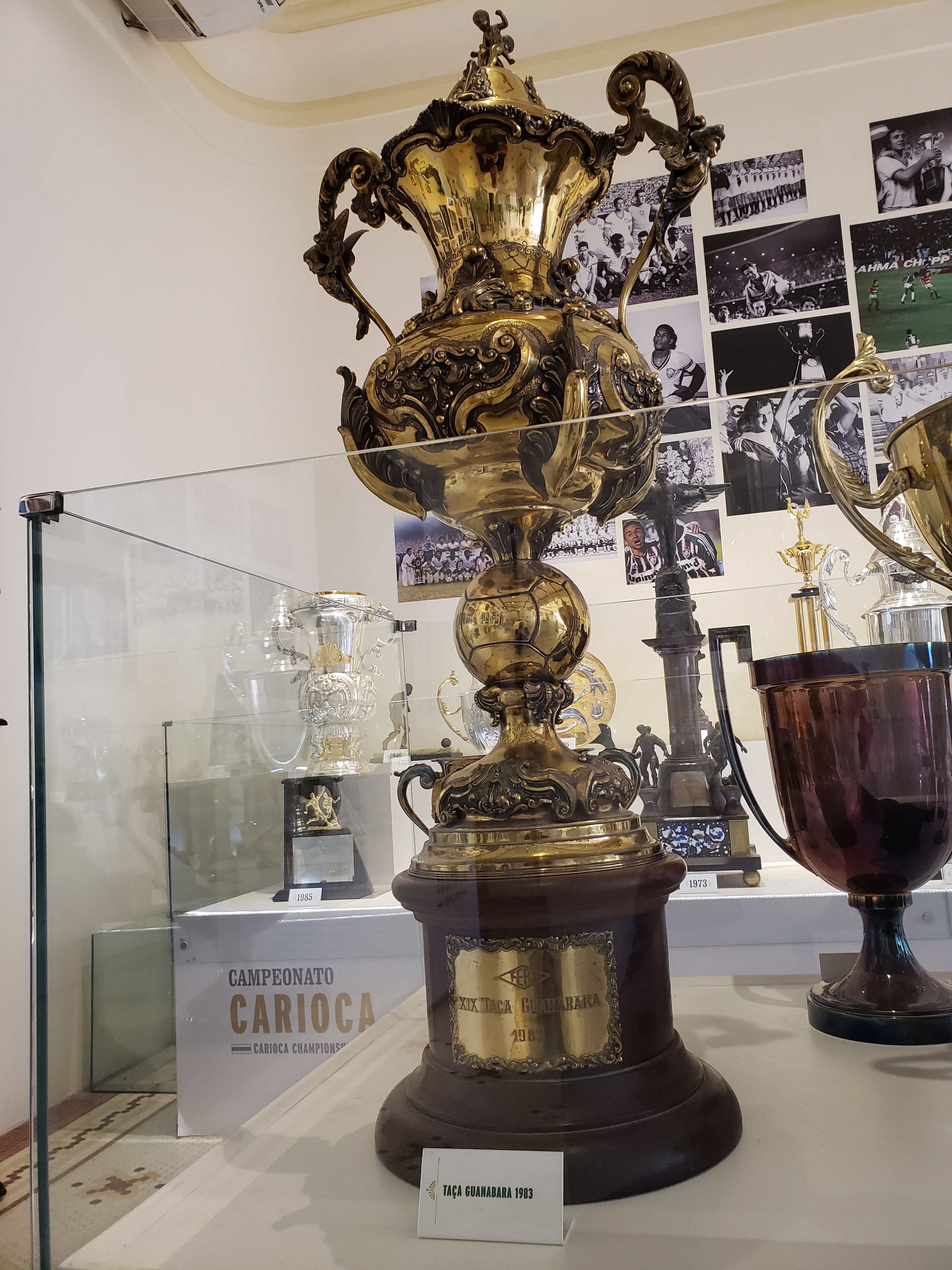
Taça Guanabara de 1983.

| 1  | Fluminense    | 20 | 11 | 9 | 2 | 0  | 20 | 3  | +17 |
| 2  | America       | 16 | 11 | 7 | 2 | 2  | 18 | 13 | +5  |
| 3  | Bangu         | 15 | 11 | 6 | 3 | 2  | 19 | 10 | +9  |
| 4  | Botafogo      | 14 | 11 | 4 | 6 | 1  | 16 | 10 | +6  |
| 5  | Goytacaz      | 11 | 11 | 4 | 3 | 4  | 18 | 14 | +4  |
| 6  | Flamengo      | 10 | 11 | 4 | 2 | 5  | 15 | 18 | -3  |
| 7  | Vasco da Gama | 10 | 11 | 3 | 4 | 4  | 11 | 12 | -1  |
| 8  | Volta Redonda | 10 | 11 | 3 | 4 | 4  | 11 | 16 | -7  |
| 9  | Campo Grande  | 9  | 11 | 2 | 5 | 4  | 5  | 9  | -4  |
| 10 | Americano     | 8  | 11 | 2 | 4 | 5  | 4  | 11 | -7  |
| 11 | Bonsucesso    | 8  | 11 | 1 | 6 | 4  | 9  | 13 | -4  |
| 12 | São Cristóvão | 1  | 11 | 0 | 1 | 10 | 2  | 19 | -17 |

## Premiação
| Taça Guanabara de 1983         |
| Rio de Janeiro                 |
| ------------------------------ |
| FLUMINENSE Campeão (5º título) |